# 中华盖平瓣蜗牛
中华盖平瓣蜗牛（学名：Platypetasus tectum-sinense）为巴蜗牛科平瓣蜗牛属的动物，是中国的特有物种。分布于山东、河北等地，生活环境为陆地，常生活于山区坡地多岩石处、农田附近潮湿的灌木草丛中、石块下以及石缝隙中。